# Limonium
Limonium é um género botânico pertencente à família Plumbaginaceae.